# Ерчетін Джандан
Ерчетін Джандан (нар. 10 лютого 1961) — турецька співачка і авторка пісень.

## Біографія
Ерчетін народилась 10 лютого 1961 року в Киркларелі в родині албанського та македонського походження. Отримала початкову освіту в Киркларелі. У 11 років Ерчетін отримала стипендію та переїхала до Стамбула, щоб відвідувати середню школу Галатасарай.

## Музична кар'єра
У 1978 році вона пішла в муніципальну вокальну школу Стамбула та брала уроки вокалу. У 1986 році представляла Туреччину на пісенному конкурсі Євробачення разом з групою Klips ve Onlar. Вони на той час отримали найкращий результат, який Туреччина коли-небудь мала на цьому конкурс.
Окрім музичної кар'єри, Ерчетін брала участь у багатьох інших проєктах. У 1994 році почала працювати телеведучою, а в 2007 році продюсувала власну програму. Вона також написала музику до фільмів Gölgesizler (2008) і Kaptan Feza (2009), а також була продюсером. Вона викладала музику в Галатасарайській середній школі, а в 2009 році почала викладати дикцію в Галатасарайському університеті . 25 червня 2013 року її призначили віце-президентом Галатасарая SK. За її внесок у відносини між Францією та Туреччиною президент Франції Франсуа Олланд нагородив Ерчетін Орденом мистецтв і літератури. За свою кар'єру вона отримала багато нагород і отримала різні номінації. пішла в муніципальну вокальну школу Стамбула та брала уроки вокалу. У 1986 році представляла Туреччину на пісенному конкурсі Євробачення разом з групою Klips ve Onlar. Вони на той час отримали найкращий результат, який Туреччина коли-небудь мала на цьому конкурсі.
Перший альбом вийшов у серпні 1995 року. Альбом складається з 12 пісень, включає пісні відомих виконавців, таких як Сезен Аксу, Юсуф Тюмлі та переважно Гекхан Кирдар.
Пізніше Ерчетін почала випускати альбоми реміксів для всіх своїх майбутніх альбомів.
Її другий студійний альбом Çapkın вийшов 17 червня 1997 року. Альбом містить 12 пісень, і Мете Озгенчіл був головним виконавцем, який працював над цим альбомом з Ерчетіном.
У серпні 1998 року вийшов другий реміксований мініальбом Erçetin Oyalama Artık який включав реміксовані версії пісень «Oyalama Artık», «Aşkı Ne Sandın», «Kaybettik Biz» і «Onlar Yanlış Biliyor». Також був записаний новий кліп на «Oyalama Artık».
У березні 1998 року Ерчетін заявила, що почала будувати плани щодо свого наступного альбому, і сказала: «Ми шукаємо нове звучання у світі, стежачи за тим, куди рухається музична індустрія, але схема не зміниться. В н складатиметься з пісень, які мені подобаються». У серпні 1999 року стало відомо, що новий альбом планується випустити на початку осені і вже записано п'ять пісень. Незважаючи на її зусилля, альбом не був випущений у 1999 році, а замість цього був випущений у 2000 році. Третій студійний альбом Erçetin Elbette був випущений 30 листопада 1999 року Topkapı Müzik. Mete Özgencil написала слова для восьми пісень. Сама Ерчетін написала шість пісень. Вона також перезаписала пісню Ґюзіде Касачі «Unut Sevme» 1960 року та включила її до свого альбому. Elbette був найбільш продаваним альбомом у Туреччині протягом кількох тижнів. До кінця 2000 року альбом розійшовся тиражем більше 1 мільйона копій, ставши найбільш продаваним в році.

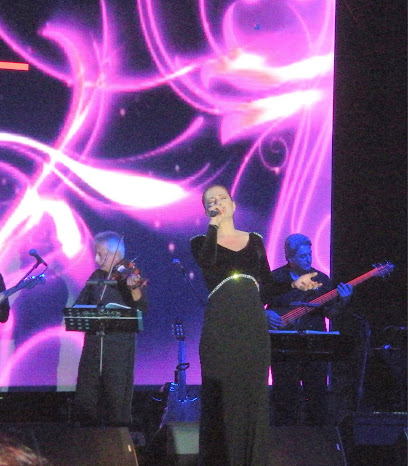
Ерчетін виступає в червні 2012 року

Ерчетін була продюсером фільму Gölgesizler, який вийшов у січні 2009 року Пісня «Ben Kimim», яка була підготовлена для фільму, була випущена в листопаді 2008 року Музичні критики дали загалом позитивні відгуки про цей альбом, який вийшов після перерви Ерчетіна; І в цьому творі проглядався інтелектуальний шлях співака, композиції також були оцінені. На пісні «Kader», «Kırık Kalpler Durağında» та «Git» (автор Джемаль Сафі) були зняті окремі кліпи. З цих пісень «Kader» була представлена в саундтреку до фільму «Каптан Феза ' у 2010 році У 2011 році вона випустила свій турецько-французький альбом Aranjman 2011, а в 2012 році вона була серед артистів, які були представлені в альбомі Orhan Gencebay ile Bir Ömür на честь його шістдесяти років кар'єри, і виконала пісню „Beni Böyle“. Сев».
За двадцять п'ять років своєї співочої кар'єри вона отримала визнання за те, що готує та співає пісні про людське життя. Вона створювала альбоми без особливого розголосу, та її творчість вплинула на інших виконавців. Її родина походить з Балкан, вона часто використовувала елементи балканської музики у своїх піснях. Окрім турецької, вона написала пісні французькою та грецькою мовами.
Після випуску свого восьмого студійного альбому у листопаді 2015 року Ерчетін продовжила свою кар'єру з синглами «Kim Korkar» і «Değişiyoruz», обидва з яких були випущені в 2018 році. У 2019 році Ерчетін випустила нову версію пісні «Annem» зі свого альбому Elbette, яка була використана в саундтреку до фільму Annem (2019) режисера Мустафи Котана. Музичне відео для нової версії Б було знято Котаном і опубліковано у вересні 2019 року
Окрім музичної кар'єри, Ерчетін брала участь у багатьох інших проєктах. У 1994 році почала працювати телеведучою, а в 2007 році продюсувала власну програму. Вона також написала музику до фільмів Gölgesizler (2008) і Kaptan Feza (2009), а також була продюсером. Вона викладала музику в Галатасарайській середній школі, а в 2009 році почала викладати дикцію в Галатасарайському університеті . 25 червня 2013 року її призначили віце-президентом Галатасарая SK. За її внесок у відносини між Францією та Туреччиною президент Франції Франсуа Олланд нагородив Ерчетін Орденом мистецтв і літератури. За свою кар'єру вона отримала багато нагород і отримала різні номінації.
У 2022 році пісня Erçetin «Gamsız Hayat» була показана в британському фільмі Aftersun.

## Дискографія
- Hazırım (1995) (Англійська: I'm Ready)
- Çapkın (1997) (англійською: Womanizer)
- Elbette (1999) (Англійська: Of Course)
- Neden (2002) (Англійська: Чому?)
- Мелек (2004) (англійською: Angel)
- Kırık Kalpler Durağında (2009) (Англійська: На зупинці розбитих сердець)
- Milyonlarca Kuştuk… (2013) (Англ.: We Were Millions of Birds. . .)
- Ah Bu Şarkıların Gözü Kör Olsun (2015) (Англійська: Oh, These Songs Should Blackout)

## Фільмографія
| Рік  | Назва                        | Примітки, роль                        |
| ---- | ---------------------------- | ------------------------------------- |
| 1993 | Gece Melek ve Bizim Çocuklar | фільм, Айлін                          |
| 1998 | Анлат Шехразат               | музичний                              |
| 2003 | Хаят Білгісі                 | Телесеріал, Canan Öğretmen (1 епізод) |
| 2005 | Йилдизларин Алтинда          | музичний                              |
| 2006 | Yabancı Damat                | Серіал, Сама (виступ у гостях)        |
| 2009 | Gölgesizler                  | фільм, дружина Язара                  |
| 2019 | Annem                        | фільм                                 |